# Ха-Доар
«Ха-Доар» (ивр. הדואר‎) — периодическое издание на иврите, издававшееся в США организацией Гистадрут Иврит Америки.
Еврейское телеграфное агентство описывало «Ха-Доар» как «один из лучших журналов на иврите в мире» в своё время. В течение десятилетий «Ха-Доар» редактировал гебраист Менахем Рибалов.

## История
Газета «Ха-Доар» начала издаваться в 1921 году как ежедневная газета, но в 1922 году перешла на еженедельный формат издания. «Ха-Доар» печатался в Нью-Йорке и распространялся по всей стране. Эли Визель выступал на праздновании 46-й годовщины «Ха-Доар» в 1967 году. Газета «Ха-Доар» прекратила публикацию в 2005 году.